# Святець Юрій Анатолійович
Юрій Анатолійович Святець (* 10 серпня 1966, м. Олександрія) — український історик, історіограф, джерелознавець, теоретик кліометричних досліджень, україніст. Доктор історичних наук (2008), професор (2013), завідувач кафедри історії України Дніпровського національного університету імені Олеся Гончара (2010-2020).

## Біографія
У 1988 р. закінчив Дніпропетровський державний університет, спеціальність «Економічна кібернетика».
У 1993 році захистив кандидатську дисертацію на тему «Соціально-економічна типологія селянських господарств у роки непу (масові джерела та методи їх дослідження)» за спеціальністю «Історіографія, джерелознавство та методи історичних досліджень», спецрада при Дніпропетровському державному університеті.
У 2008 році захистив докторську дисертацію на тему «Українське селянське господарство в роки нової економічної політики (статистичні джерела та методи дослідження)», спеціальність «Історіографія, джерелознавство та спеціальні історичні дисципліни», спецрада при ДНУ імені Олеся Гончара.
У 2020 році пішов у відставку з посади завідувача кафедри історії України у зв`язку із вичерпанням двох термінів роботи на цій посаді. Нині працює професором названої кафедри.

## Наукові зацікавлення
Комп'ютерні технології в історичній науці та освіті; Кліометрика; Теоретичні проблеми історичного джерелознавства.

## Плагіат
У 2008 році в журналі "Український гуманітарний огляд" вийшла рецензія Андрія Портнова на курс лекцій Ю. Святца та Р. Топка "Історіографія всесвітньої історії", який містить компіляцію перекладів текстів кількох російських навчальних посібників. За оціночними судженнями Портнова, відсоток плагіата в тексті склав понад 95%. Щоправда ані методику оцінювання рівня плагіату, ані критеріїв А. Портнов не виклав, оскільки в рецензії було наведено лише кілька цитат як аргумент наявності значного плагіату в названому тексті.

## Основні публікації
1."Кліометрика. Формально-кількісні та математико-статистичні методи": підручник. Д: Вид-во Дніпропетр. ун-ту, 2003.
2. Українське селянське господарство та нова економічна політика (кліометричний аналіз соціально-економічного процесу): моногр. Д.: Вид-во Дніпропетр. нац. ун-ту, 2007.
3. Вибіркові обстеження в економіці. Моделі та методи: навч. посіб. / В. А. Дмитрієва, Ю. А. Святець. Д.: РВВ ДНУ, 2008.
4. Збірник індивідуальних завдань до практичних занять з курсу "Кліометрика". Д.: РВВ ДНУ, 2009.
5. Посібник до вивчення курсу "Історична інформатика". Д.: РВВ ДНУ, 2016.

## Статті у фахових виданнях
- Про можливий варіант подолання інформаційної надлишковості джерела (на прикладі матеріалів весняного вибіркового опиту селянських господарств України 1925 р.) /  Ю. А. Святець // Вісн. Дніпропетр. ун-ту. Історія та археологія / редкол.: А. Г. Болебрух (відп. ред.) та ін. Д.: Вид-во ДДУ, 1996. − Вип. 1. С. 91−109.
- Франциск Ассизький, Deep Ecology та варіант урахування впливу природно-географічного чинника на соціально-економічну структуру селянських господарств України у роки непу / Ю. А. Святець // Джерелознавчі та історіографічні проблеми історії України. Теорія та методи: Міжвуз. зб. наук. пр. / редкол.: М. П. Ковальський (відп. ред.) та ін. Д.: ДДУ, 1995. С. 160−184.
- Вибіркові переписи (опити) селянських господарств як джерело й основа до формування бази даних з історії соціально-економічних структур: проблеми термінологічного наповнення / Ю. А. Святець // Джерелознавчі та історіографічні проблеми історії України. Мова науки. Термінологія: Міжвуз. зб. наук. пр. / редкол.: А. Г. Болебрух (відп. ред.) та ін. Д.: ДДУ, 1997. С. 131−158.
- Варіанти подолання незіставлюваності статистичних джерел (на прикладі матеріалів вибіркових весняних переписів селянських господарств України у роки непу) /  Ю. А. Святець // Вісн. Дніпропетр. ун-ту. Історія та археологія / редкол.: А. Г. Болебрух (відп. ред.) та ін. Д.: Вид-во Дніпропетр. ун-ту, 1998. Вип. 3. С. 29−41.
- Структурний аналіз соціально-економічних процесів у селянському господарстві України в перші роки непу / Ю. А. Святець // Вісн. Дніпропетр. ун-ту. Історія та археологія / редкол.:А. Г. Болебрух (відп. ред.) та ін. Д.: ДДУ, 1998. Вип. 4. С. 135−147.
- Соціально-економічна типологія селянських господарств Південної України за даними матеріалів весняного вибіркового перепису 1925 р. / Ю. А. Святець // Південна Україна XX століття: Зап. наук.-дослід. лабораторії історії Південної України Запорізького держ. ун-ту / редкол.:А. В. Бойко (гол. ред.), С. Р. Лях (відп. ред.) та ін. Запоріжжя: Тандем−У, 1998. Вип. 1(4). С. 164−183.
- Адміністративно-територіальна реформа України в роки новової економічної політики / Ю. А. Святець // Наук. пр. іст. ф-ту Запорізького держ. ун-ту / редкол.: Ф. Г. Турченко (відп. ред.) та ін. Запоріжжя: Тандем−У, 1999. Вип. 8. С. 67−71.
- Аграрна типологія України на початку непу (за даними вибіркового перепису селянських господарств 1923 року) / Ю. А. Святець // Вісн. Дніпропетр. ун-ту. Історія та археологія / редкол.:А. Г. Болебрух (відп. ред.) та ін. Д.: ДДУ, 1999. Вип. 5. С. 76− 95.
- Історичне джерело з погляду кібернетики та теорії інформації / Ю. А. Святець // Вісн. Дніпропетр. ун-ту. Історія та археологія / редкол.: А. Г. Болебрух (відп. ред.) та ін. Д.: Вид-во Дніпропетр. ун-ту, 2000. Вип. 8. С. 55−59.
- Малопосівні господарства: незаможні чи неоптимальні? (системно-структурний аналіз соціально-економічних процесів в українському селі на початку непу) / Ю. А. Святець // Історіографічні та джерелознавчі проблеми історії України. Образи науки: міжвуз. зб. наук. пр. / редкол.: А. Г. Болебрух (відп. ред.) та ні. Д.: Вид-во Дніпропетр. ун-ту, 2000. С. 219−239.
- Статистичний аналіз економічної ефективності селянських господарств України на початку непу: компаративний аспект / Ю. А. Святець // Укр. селянин: пр. Наук.-дослід. ін-ту селянства / педкол.: С. В. Кульчицький (відп. ред.) та ін. Черкаси: РВВ ЧДУ, 2001. Вип. 3. С. 256−260.
- Безпосівні селянські господарства в роки нової економічної політики / Ю. А. Святець // Укр. селянин: зб. наук. пр. / редкол.: С. В. Кульчицький (відп. ред.) та ін. Черкаси: РВВ ЧДУ, 2002. Вип. 5. С. 92−95.
- Вибіркові переписи селянських господарств 1920-х рр. як джерело з історії сільського господарства доби непу / Ю. А. Святець // Укр. селянин: зб. наук. пр. / редкол.: С. В. Кульчицький (відп. ред.) та ін. Черкаси: РВВ ЧДУ, 2002. Вип. 6. С. 22−24.
- Історичне джерело як синергетичний об'єкт / Ю. А. Святець // Історіографічні та джерелознавчі прооблеми історії України. Історіографія та джерелознавство у часовому вимірі: міжвуз. зб. наук. пр. / редкол.: А. Г. Болебрух (відп. ред.) та ін. Д.: РВВ ДНУ, 2003. С. 292−308.
- Безпосівні селянські господарства південних округів України в період нової економічної політики / Ю. А. Святець // Наук. пр. іст. факультету Запорізьк. держ. ун-ту. Запоріжжя: Просвіта, 2004. Вип. 17. С. 117−123.
- Геоінформаційні системи в історичних дослідженнях / Ю. А. Святець // Наук. зап. Нац. ун-ту «Острозька академія». Історичні науки / редкол.: І. Д. Пасічник, Л. Винар (гол. ред-ри), В. В. Трофимович (відп. ред.) та ін. Вип. 4. С. 198−211.
- Соціально-економічні фактори розвитку селянського господарства України (за даними весняного вибіркового перепису 1926 р.) / Ю. А. Святець // Укр. селянин: зб. наук. пр. / редкол.: С. В. Кульчицький (відп. ред.) та ін. Черкаси: Черкаський держ. ун-т ім. Б. Хмельницького, 2003. Вип. 7. С. 141−144.
- Регіональні особливості організації селянського господарства України навесні 1926 р. /Ю. А. Святець // Укр. селянин: зб. наук. пр. / зедкол.: С. В. Кульчицький (відп. ред.) та ін. Черкаси: Черкаський нац. ун-т ім. Б. Хмельницького, 2004. Вип. 8. С. 265−270.
- Аграрна типологія округів України за даними весняного вибіркового перепису 1926 р. / Ю. А. Святець // Вісн. Дніпропетр. ун-ту. Історія та археологія / редкол.: С. І. Світленко (відп. ред.) та ін. Д.: Вид-во Дніпропетр. ун-ту, 2003. Вип. 11. С. 191−212.
- Об'єктно-орієнтована парадигма історичного дослідження / Ю. А. Святець // Історіографічні та джерелознавчі пробл. історії України. Міжпредметний простір історії ідей у вітчизняній науці: міжвуз. зб. наук. пр. / редкол.: А. Г. Болебрух (відп. ред.) та ін. Д.: РВВ ДНУ, 2004. С. 200−215.
- «Дайте відповідь на наше питання!» Історія щоденності селянства Катеринославщини в епістолярії доби непу / Ю. А. Святець // Наддніпрянська Україна: історичні процеси, події, постаті: зб. наук. пр. / редкол.: С. І. Світленко (відп. ред.) та ін. − Д.: Вид-во Дніпропетр. ун-ту, 2005. −Вип. 3. − С. 221−235.
- Історія щоденності в селянській епістолярії періоду непу / Ю. А. Святець // Укр. селянин: зб. наук. пр. / редкол.: А. Г. Морозов (відп. ред.) та ін. Черкаси: Черкас. нац. ун-т ім. Б. Хмельницького, 2006. Вип. 10. С. 152−156.
- Сюрреалізм непу: політика більшовиків щодо ринку, цін та податків / Ю. А. Святець // Історія торгівлі, податків та мита : зб. наук. пр. Д.: АМСУ, 2007. С. 157-165.
- Дискурс чи рефлексія? Аграрні аспекти нової економічної політики у публіцистичних та наукових творах 1920-х років / Ю. А. Святець // Історіографічні дослідження в Україні / гол. ред. В. А. Смолій; відп. ред. О. А. Удод. К.: НАН України; Ін-т історії України, 2008. Вип. 18. С. 393−414.
- Емуляція теорії катастроф для об'єктів соціально-економічної історії України / Ю. А. Святець // Розвідки з теорії та методології досліджень : міжвуз. зб. наук. пр. / відп. ред. А. Г. Болебрух. Д.: Вид-во Дніпропетр. ун-ту, 2008. С. 23-34.
- Злами в історії як точки біфуркації / Ю. А. Святець // Ейдос. Альманах теорії та історії історичної науки / гол. ред. В. Смолій. К.: Ін-т історії України НАН України, 2008. Вип. 3. Ч. 1. С. 297-318.
- Офіційні документи до вивчення історії українського селянства у 1920-ті рр. / Ю. Святець // Наук. зап. Нац. ун-ту "Острозька академія". Серія: Історичні науки. Острог: Вид-во Нац. ун-ту "Острозька академія", 2008. Вип. 12. С. 214-246.
- Ігри в монополію, або Чому неп не став економічною політикою? (Частина 1) / Ю. А. Святець // Вісн. Дніпропетр.ун-ту. Серія: Історія та археологія. Д.: Вид-во Дніпропетр. нац. ун-ту, 2008. Вип. 16. С.244–259.
- Ігри в монополію, або чому неп не став економічною політикою? (Частина 2) / Ю. А. Святець // Вісн. Дніпропетр.ун-ту. Серія: Історія та археологія. Д.: Вид-во Дніпропетр. нац. ун-ту, 2009. Вип. 17. С. 59 –71.
- Преса та влада очима українських селян у роки непу / Ю. А. Святець // Вісн. Дніпропетр.ун-ту. Серія: Історія та археологія. Д.: Вид-во Дніпропетр. нац. ун-ту, 2010. Вип. 18. С. 262-269.
- Дослідницькі традиції Д. І. Яворницького на історичному факультеті Дніпропетровського національного університету імені Олеся Гончара / Ю. А. Святець, Ю. Г. Стенько // Наддніпрянська Україна: історичні процеси, події, постаті: зб. наук. пр. Д.: Вид-во Дніпропетр. ун-ту, 2010. Вип. 8. С. 200-211.
- Ринковість непу: історична дійсність чи віртуальна реальність? / Ю. А. Святець // Історія торгівлі, податків та мита: зб. наук. пр. Д.: АМСУ, 2010. С. 153-165.
- Primum vivere - Primum agere (до 60-річчя від дня народження доктора історичних наук, професора Віталія Васильовича Підгаєцького) / В. В. Ващенко, В. А. Дмитрієва, Ю. А. Святець, Р. В. Топка // Вісн. Дніпропетр.ун-ту. Серія: Історія та археологія. Д.: Вид-во Дніпропетр. нац. ун-ту, 2011. Вип. 19. С. 17-24.
- Фальсифікація та дезінформація в історичних джерелах / Ю. А. Святець // Вісн. Дніпропетр.ун-ту. Серія: Історія та археологія. Д.: Вид-во Дніпропетр. нац. ун-ту, 2011. Вип. 19. С. 160-168.
- Исторический источник: современная научная категория или архаизм? / Ю. А. Святец // Крыніцазнаўства і спецыяльныя гістарычныя дысцыпліны: навук. зб. / адк. рэд. С. М. Ходзіню Мінск: БДУ, 2011. Вып. 6. С. 41-55.
- Рівні наукової комунікації та властивості історичних джерел / Ю. А. Святець // Вісн. Дніпропетр.ун-ту. Серія: Історія та археологія. Д.: Вид-во Дніпропетр. нац. ун-ту, 2012. Вип. 20. С. 158-168.
- Професор Микола Павлович Ковальський (1929-2006) як педагог та організатор науки / Ю. А. Святець // Наддніпрянська Україна: історичні процеси, події, постаті: зб. наук. пр. Д.: Вид-во Дніпропетр. ун-ту, 2012. Вип. 10. С. 313-321.
- Королівство кривих дзеркал або Історіографія як комунікаційний процес / Ю. А. Святець // Вісн. Дніпропетр.ун-ту. Серія: Історія та археологія. Д.: Вид-во Дніпропетр. нац. ун-ту, 2013. Вип. 21. С. 124-130.
- Микола Васильович Гоголь (1809-1852) та педагогічна думка України / Ю. А. Святець // Наддніпрянська Україна: історичні процеси, події, постаті: зб. наук. пр. Д.: Ліра, 2014. Вип. 12. С. 143-159.
- Технологічні аспекти проектування електронної публікації комплексу актів Руської (Волинської) метрики (1569-1673) / Ю. А. Святець // Вісн. Дніпропетр.ун-ту. Серія: Історія та археологія. Д.: Вид-во Дніпропетр. нац. ун-ту, 2015. Вип. 23. С. 25-37.
- Аспекти історичної хронології в сьомій книзі Руської метрики (1582-1583) / Ю. А. Святець // Наук. зап. Зб. пр. молодих вчених та аспірантів. К.: Ін-т укр. археографії та джерелознавство ім. Грушевського НАН України, 2015. С. 157-175.
- Інформаційні технології реконструкції мережі інтелектуальних комунікацій історика на основі его-джерел (на прикладі епістолярії Д. І. Яворницького) / Ю.А. Святець // Наддніпрянська Україна : історичні процеси, події, постаті. Д., 2016. Вип. 14. С. 15–29.
- Селянські протести в Україні другої половини XVI – першої половини XVII ст.: теоретичні й практичні аспекти проектування бази історичних даних / Ю. А. Святець // Вісн. Дніпропетр. ун-ту. Історія та археологія. Д.: Ліра, 2016. Вип. 24. С. 12-21.
- Інформаційне поле історичного дослідження / Ю. А. Святець //  Вісн. Дніпропетр. ун-ту. Історія та археологія. Д.: Ліра, 2017. Вип. 25. – С. 29-42.